# Summer Breeze Open Air
Le Summer Breeze Open Air, aussi simplement abrégé Summer Breeze ou SBOA, est un festival allemand consacré au heavy metal et au punk hardcore, organisé annuellement à Dinkelsbühl, Bavière, en Allemagne. L'affluence est d'environ 40 000 personnes chaque année.

## Histoire
La première édition du festival date de 1997. Au départ, il se tenait à Abtsgmünd, dans les environs d’Aalen, jusqu'en 2006 où il a été déplacé à Dinkelsbühl, distant de 40 km. Le festival occupe alors l’aérodrome de la ville.
De 2009 à 2011 inclus a lieu en hiver sur le même site un autre festival présenté par les mêmes organisateurs : le Winter Freeze. Il ne dure qu’un jour, et la programmation est assez proche de celle du Summer Breeze.

## Organisation
La manifestation a généralement lieu du jeudi au samedi de la semaine du 15 août. Durant trois jours, environ 130 groupes se produiront sur quatre scènes (en 2023) : les deux scènes principales (Main Stage et Pain Stage) se situent côte à côte, ce qui permet aux groupes de jouer en alternance. Le public souffre ainsi moins des chevauchements de programme et des temps d’attente pour accéder aux zones de concert. La troisième scène, Partyzelt, est rebaptisée T-Stage en 2014, en hommage à Michael « Mr. T »Trengert, cofondateur de l’événement décédé en 2013. Elle est plus éloignée, et la tente assure une bonne isolation phonique. Elle accueille traditionnellement un concours de jeunes talents le premier soir, le New Blood Award, dont le gagnant se produit le jeudi en première partie sur la Pain Stage ; et la Metal Hammer Night le dernier soir. La quatrième scène est la Camel Stage, construite à côté de la T-Stage, et sponsorisée par la marque de cigarettes Camel. Elle abrite depuis 2010 le mercredi la Nuclear Blast Label Night, où se produisent des groupes du label.
La fréquentation du festival augmente assez rapidement, avec 39 000 visiteurs en 2011 et 45 000 en 2015. Pour s’adapter, l’organisation élargit chaque année les zones de parking et de camping, et rectifie l’organisation des scènes pour raccourcir le parcours des festivaliers.
Le terrain de camping est équipé de douches, de toilettes, de points d'eau potable, de stands de nourriture et de panneaux d'information et est patrouillé en permanence par la police, les pompiers, les services de secours et le service de sécurité.
De plus, le Handicapped Camping est une zone spéciale pour les visiteurs handicapés / en fauteuil roulant / souffrant d'apnée du sommeil. Le site est équipé de podiums, y compris des toilettes accessibles aux personnes en fauteuil roulant devant la Main Stage. On essaie de rendre le festival aussi accessible que possible.

## Programmations

### 2004
Programmation du 19 au 21 août 2004 : Alev, Beseech, Brainstorm, Busta Hoota, Cataract, Crematory, Criminal, Danzig, Dark Fortress, Deadsoul Tribe, Die Happy, Disillusion, Ensiferum, Equilibrium, Evergrey, Finntroll, Fleshcrawl, Fragments of Unbecoming, Goddess of Desire, Gorerotted, Green Carnation, Hatesphere, Honigdieb, Hypocrisy, Immortal Rites, Katatonia, Lake of Tears, Leaves' Eyes, Lords of Decadence, Mental Amputation, Mercenary, Mnemic, Mörk Gryning, Paragon, Primordial, Psychopunch, Rawhead Rexx, Saltatio Mortis, Schandmaul, Sentenced, Sirenia, Sleepingodslie, Six Feet Under, Sodom, Sonata Arctica, Tankard, U.D.O., Vintersorg, Vomitory, Xandria.

### 2005
Programmation du 18 au 20 août 2005 : Aborted, Amon Amarth, Anorexia Nervosa, Atrocity, Barcode, Behemoth, Born from Pain, Caliban, Dark Tranquillity, Die Apokalyptischen Reiter, Disbelief, Draconian, Ektomorf, Emil Bulls, End of Green, Endstille, Enthroned, Final Breath, God Dethroned, Haggard, Impious, In Extremo, J.B.O., Koroded, Korpiklaani, Krisiun, Lacrimas Profundere, Lacuna Coil, Macabre, Maroon, Midnattsol, Nocte Obducta, Norther, Opeth, Orphaned Land, Pain, Pink Cream 69, Powerwolf, Schandmaul, Subway to Sally, Skindred, Such a Surge, Suidakra, Symphorce, The Bones, The Exploited, Therion, The Vision Bleak, Tristania, Wintersun.

### 2006
Programmation du 17 au 19 août 2006 : 1349, Amorphis, Angel Blake, Apostasy, ASP, Bloodflowerz, Carnal Forge, Corvus Corax, Deathstars, Exilia, Fear Factory, Fear My Thoughts, Finntroll, Fragments of Unbecoming, Gamma Ray, Gojira, Heaven Shall Burn, Katatonia, Kreator, Lacrimosa, Legion of the Damned, Leng Tch'e, Liv Kristine, Lumsk , Moonspell, Morbid Angel, My Dying Bride, Necrophagist, Neaera, Negative, One Man Army and the Undead Quartet, Perzonal War, Potentia Animi, Psychopunch, Rebellion, Regicide, Saltatio Mortis, Scar Symmetry, Scarve, The Haunted, The Ocean, The Other, Thyrfing, Totenmond, Trail of Tears, Turisas, Undertow, Unleashed, Visions of Atlantis, Volbeat.

### 2007

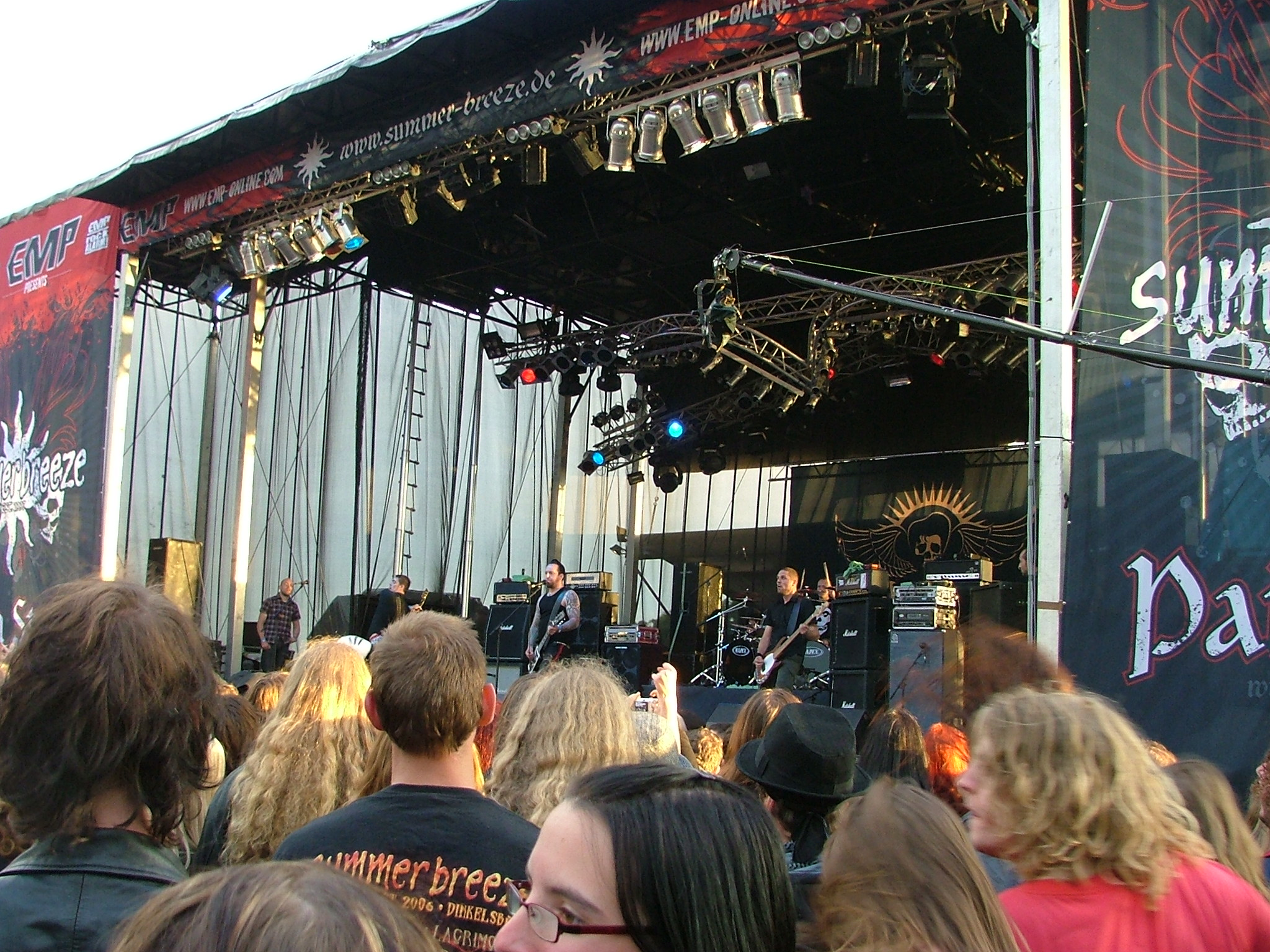
Volbeat au SBOA 2007.

Programmation du 16 au 18 août 2007 : Absolute, After Forever, Amon Amarth, Black Messiah, Bolt Thrower, Caliban, Communic, Crematory, Dagoba, Dark Fortress, Dark Funeral, Dark Tranquillity, Deadlock, Die Apokalyptischen Reiter, Disillusion, Dornenreich, Doro, Eisbrecher, End of Green, Eluveitie, Fall of Serenity, Fear My Thoughts, Finntroll, Hardcore Superstar, Helrunar, Hevein, Illdisposed, Immolation, Impious, In Extremo, Justice, Karakadan, Koldbrann, Krypteria, Lacrimas Profundere, L'Âme Immortelle, Machinemade God, Maroon, Moonsorrow, Necrophobic, Nevermore, Nightrage, Oomph!, Pain, Poisonblack, Powerwolf, President Evil, Rage, Secrets of the Moon, Sirenia, Soulfly, Squealer A.D., Suffocation, Swallow the Sun, Tankard, Tanzwut, The Black Dahlia Murder, Volbeat, War from a Harlots Mouth, Xandria.

### 2008
Programmation du 14 au 16 août 2008 : Aborted, Agrypnie, Ahab, All Ends, Anathema, Anima, Arch Enemy, As I Lay Dying, ASP, Autumn, Behemoth, Beloved Enemy (groupe), Blood Red Throne, Born from Pain, Cephalic Carnage, Cradle of Filth, Cult of Luna, Dark Age, Dark Fortress, Debauchery, Despised Icon, Destruction, Diablo Swing Orchestra, Dismember, Drone, Eluveitie, Emil Bulls, End of Green, Endstille, Enemy of the Sun, Ensiferum, Exodus, Fleshcrawl, Graveworm, Hail of Bullets, Hackneyed, Hacride, HBlockX, Heaven Shall Burn, Heidevolk, Helloween, Hollenthon, Jesus on Extasy, Kataklysm, Keep of Kalessin, Kissin' Dynamite, Korpiklaani, Lay Down Rotten, Mad Sin, Månegarm, Marduk, Megaherz, Midnattsol, Misanthrope, Misery Speaks, Mustasch, Neaera, Negură Bunget, Nmemine, Novembre, The Old Dead Tree, Onslaught, Orphaned Land, Paradise Lost, Primal Fear, Primordial, Pro-Pain, The Rotted, Rotten Sound, Saltatio Mortis, Schelmish, Shadow Reichenstein, Six Feet Under, Soilwork, Sonic Syndicate, Subway to Sally, Sworn, Textures, 3 Inches of Blood, Týr, The Vision Bleak, The Wildhearts, XIV Dark Centuries.

### 2009
Programmation du 13 au 15 août 2009 : Amon Amarth, Amorphis, Anaal Nathrakh, Backyard Babies, Battlelore, Before the Dawn, Beneath the Massacre, Benighted, Black Messiah, Born from Pain, Brainstorm, Callejon, Corvus Corax, Cataract, Cynic, Dagoba, Deadlock, Deathstars, Elvenking, Eluveitie, Entombed, Epica, Equilibrium, Evocation, The Faceless, Firewind, Ghost Brigade, God Dethroned, Grand Magus, Grave, Haggard, Hate, Hate Eternal, The Haunted, J.B.O., Jack Slater, Katatonia, Katra, Koldbrann, Kreator, Legion of the Damned, Life of Agony, Misery Index, Moonspell, Narziss, The New Black, One-Way Mirror, Opeth, The Other, Powerwolf, Protest the Hero, Psychopunch, Psycroptic, Raunchy, The Red Chord, Sabaton, Sacred Steel, Schandmaul, Skyforger, The Sorrow, The Storm, Suffocation, Suicide Silence, Sylosis, Unearth, Unheilig, Unlight, UnSun, Urgehal, Vader, Voivod, Volbeat, Vomitory, Vreid, Waylander.

### 2010
Programmation du 19 au 21 août 2010 : 1349, The 69 Eyes, Ahab, Anathema, Annotations of an Autopsy, Asphyx, Barren Earth, Be'lakor, Callisto, Cannibal Corpse, Children of Bodom, The Crown, Cumulo Nimbus, Dark Funeral, Dark Tranquillity, Deadstar Assembly, Despised Icon, The Devil's Blood, Die Apokalyptischen Reiter, Dying Fetus, Eisbrecher, Eisregen, Endstille (en remplacement de Behemoth), Equilibrium, Feuerschwanz, Fejd, Fiddler's Green, Frei.Wild, Hacride, Hail of Bullets, Hypocrisy, Ill Niño, InMe, Insomnium, Korpiklaani, Kylesa, Leaves' Eyes, Letzte Instanz, Long Distance Calling, Maroon, Milking the Goatmachine, Mono Inc., My Dying Bride, Necrophagist, Obituary, Origin, Orphaned Land, Poisonblack, Rage, Rebellion, Sólstafir, Sepultura, Subway to Sally, Suicidal Angels, Swallow the Sun, The Foreshadowing, Tracedawn, Unleashed, Velero, War from a Harlots Mouth, We Butter the Bread with Butter.

### 2011
Programmation du 18 au 20 août 2011 : 9mm Assi Rock'n'Roll, A Pale Horse Named Death, Amorphis, Arch Enemy, Arcturon, Bolt Thrower, Caliban, Corvus Corax, Criminal, Davidian, Deadlock, Decapitated, Demonical, Der Weg einer Freiheit, Destruction, Devil Sold His Soul, Einherjer, Engel, Enslaved, Excrementory Grindfuckers, Facebreaker, Farmer Boys, Farewell to Arms, Hail of Bullets, HammerFall, Hatebreed, Hell, Imperium Dekadenz, In Extremo, Interment, J.B.O., Kalmah, Kampfar, Kvelertak, Marduk, Melechesh, Moonsorrow, Neaera, Primordial, Rev 16.8, Revamp, Rotting Christ, Saltatio Mortis, Scar Symmetry, Shear, Skeletonwitch, Smoke Blow, Sodom, Sonic Syndicate, Steve from England, Suicidal Tendencies, Swashbuckle, Sylosis, Týr, Tarja Turunen, The Haunted, The Ocean, The Sorrow, Trigger the Bloodshed, Turisas, Vader, Vomitory, Vreid, Witchery, Wolf.

### 2012
Programmation du 16 au 18 août 2012 : Agrypnie, Ahab, Alcest, Amoeba, Amon Amarth, Anaal Nathrakh, Arsirius, ASP, Asphyx, Audrey Horne, Be'lakor, Before the Dawn, Behemoth, Betontod, Black Sun Aeon, Bleed from Within, Born from Pain, Buffet of Fate, Cattle Decapitation, Corvus Corax, Crowbar, Dark Tranquillity, Darkest Hour, Deathstars, Deez Nuts, Desaster, Dew-Scented, Die Apokalyptischen Reiter, Die Kassierer, Eisregen, Eluveitie, Entrails, Epica, Eskimo Callboy, Every Time I Die, Excrementory Grindfuckers, Farsot, Ghost Brigade, Glorior Belli, Goodbye to Gravity, Hatesphere, Heidevolk, Helheim, Iced Earth, Immortal, In Solitude, Incantation, Insomnium, Jasta VS. Windstein, Katatonia, Krisiun, Lacuna Coil, Månegarm, Menhir, Mono Inc., Morgoth, Mystic Prophecy, Naglfar, Napalm Death, Nifelheim, Night In Gales, Nile, Norma Jean, Obscure Sphinx, Oomph!, Paradise Lost, Peter Pan Speedrock, Rotterfeld, Sepultura, Shining, Sick of It All, Six Feet Under, Subway to Sally, Tanzwut, Terror, The Foreshadowing, The Rotted, The Unguided, Toxic Holocaust, Unearth, Unleashed, Vallenfyre, We Butter the Bread with Butter, While She Sleeps, Within Temptation, Without Words.

### 2013
Programmation du 15 au 17 août 2013 : Agnostic Front, Amorphis, Alestorm, Anthrax, Architects, Benediction, Bury Tomorrow, Carach Angren, Cliteater, Dark Funeral, Der Weg einer Freiheit, Destruction, Dr. Living Dead, Dying Fetus, Eisbrecher, Emmure, Ensiferum, Fear Factory, Feuerschwanz, Fiddler's Green, Finntroll, Firewind, First Blood, Grand Supreme Blood Court, Grave, Haggard, Hate, Hatebreed, In Flames, Knorkator, Korpiklaani, Lamb of God, Letzte Instanz, Long Distance Calling, Marduk, Merrimack, Moonspell, Mustasch, Neaera, Necrophobic, Orden Ogan, Orphaned Land, Powerwolf, Primordial, Pro-Pain, Rotten Sound, Sabaton, Saltatio Mortis, Sister Sin, Soilwork, Tiamat, The Bones, Tristania, Vader, Walls of Jericho, We Came as Romans, Winterfylleth, Witchcraft.

### 2014
Programmation du 14 au 16 août 2014 :  Aborted, Ahab, Alcest, Alpha Tiger, Anneke van Giersbergen, Annisokay, Arch Enemy, August Burns Red, Behemoth, Benediction, Biohazard, Blasmusik Illenschwang, Blues Pills, Bodyfarm, Brainstorm, Caliban, Callejon, Carcass, Carnal Ghoul, Children of Bodom, Chrome Division, Cripper, Crucified Barbara, Cyrcus, Deadlock, Decapitated, Delain, Devin Townsend Project, Die Kassierer, Down, Eat the Gun, Einherjer, Eluveitie, Enforcer, Equilibrium, Ereb Altor, Eskimo Callboy, Excrementory Grindfuckers, Fiorrgun, Gamma Ray, Gingerpig, Gothminister, Grand Magus, Gutalax, Hail of Bullets, Hamferð, Heaven Shall Burn, Heretoir, His Statue Falls, Hypocrisy, Ignite, Impaled Nazarene, Imperium Dekadenz, In Extremo, Insomnium, Iwrestledabearonce, J.B.O., Kampfar, Kärbholz, Lay Down Rotten, Legion of the Damned, Lost Society, Machine Head, Malrun, Mantar, Maroon, Master, Mono Inc, Mors Principium Est, Motorjesus, My Sleeping Karma, Obituary, Of Mice and Men, Omega Massif, Omnium Gatherum, Pentagram Chile, Primal Fear, Rise of the Northstar, Rotting Christ, Sahg, Science of Sleep, Screamer, Secrets of the Moon, Septicflesh, Skeletonwitch, Stahlmann, Supercharger, Tarja Turunen, Tenside, Testament, Texas in July, The Agonist, The Haunted, The Idiots, The New Black, The Ocean, The Unguided, The Very End, The Vintage Caravan, Thyrfing, Todtgelicther, Tracy Ate a Bug, Tragedy, Twilight of the Gods, Undertow, Unleashed, Waldgeflüster, Watain, Winter of Sin, Wintersun, Wolfheart, Wound.

### 2015
Programmation du 12 au 15 août 2015 : Agalloch, Alestorm, Amorphis, Antropomorphia, Any Given Day, Autumnal, Avatarium, Battle Beast, Be'lakor, Below, Belphegor, Betontod, Betraying the Martyrs, Black Stone Cherry, Bloodbath, BlutEngel, Breakdown of Sanity, Cannibal Corpse, Carach Angren, Carnifex, Chapel of Disease, Combichrist, Corvus Corax, Cradle of Filth, Crown, Dark Fortress, Dark Tranquillity, Death Angel, Death: DTA, Demonical, Deserted Fear, Destruction, Devilment, Diablo Blvd, Die Apokalyptischen Reiter, Dornenreich, Dreamshade, Drescher, Dust Bolt, Eisregen, Ektomorf, Emil Bulls, Ensiferum, Finsterforst, Fire Red Empress, Fuck You and Die, Ghost Brigade, Gloryhammer, Hackneyed, Hämatom, Hark, Hatebreed, Haudegen, Heidevolk, Hour of Penance, Inquisition, Isole, John Coffey, Kadavar, Kataklysm, Kissin' Dynamite, Knorkator, Kreator, Kyle Gass band, Lantlôs, Lifeless, Majesty, Marduk, Megaherz, Milking the Goatmachine, Morgoth, Nachtgeschrei, Nailed to Obscurity, Ne Obliviscaris, Neaera, Necrotted, Nervosa, Nightwish, Obey the Brave, Opeth, Ost+Front, Panzer, Paradise Lost, Powerwolf, Pripjat, Pyogenesis, Rectal Smegma, Reliquiae, Revel in Flesh, Rogash, Saltatio Mortis, Schirenc plays Pungent Stench, Sepultura, Serum 114, Severe Torture, Sick of It All, Sister Sin, Sodom, Sonic Syndicate, Steve 'N' Seagulls, Suicidal Angels, Suicide Silence, Tankard, Temple of Baal, Terror Universal, The Duskfall, The Gogets, The Green River Burial, The Sirens, Thränenkind, Thy Art Is Murder, To the Rats and Wolves, Trivium, Troldhaugen, Trollfest, Venom, Vitja, Walls of Jericho.

### 2016
Programmation du 17 au 20 août 2016 : Abbath, Accu§er, Aeverium, Agnostic Front, Airbourne, Almanac, Arch Enemy, Argyle Goolsby and the Roving Midnight, Arkona, Arktis, Asenblut, Asking Alexandria, At the Gates, Batushka, Beyond the Black, Bliksem, Blues Pills, Bömbers, Bombus, Burning Down Alaska, Bury Tomorrow, Carcass, Cattle Decapitation, Cliteater, Coheed and Cambria, Conan, Coppelius, D-A-D, Deadlock, Deez Nuts, Downfall of Gaia, Dying Fetus, Dyscordia, Eisbrecher, Emmure, Entombed A.D., Equilibrium, Evil Invaders, Exodus, Fäulnis, Fear Factory, Feuerschwanz, Goitzsche Front, Gorod, Grailknights, Grand Magus, Graveyard, GYZE, H2O, Harakiri for the Sky, Heart of a Coward, Hell City, High Fighter, Illdisposed, Implore, In the Woods..., Insanity Alert, Iron Reagan, Kärbholz, Katatonia, Ketzer, Kneipenterroristen, Korpiklaani, Letzte Instanz, Lord of the Lost, Lost Society, Mantar, Mastodon, Monuments, Moonsorrow, Mr. Hurley & die Pulveraffen, My Dying Bride, Napalm Death, Nasty, Nim Vind, Nocte Obducta, Novelists, Obscura, Obscure Infinity, Ohrenfeindt, Omnium Gatherum, One I Cinema, Pain, Parasite Inc., Parkway Drive, Primordial, Psychopunch, Queensrÿche, Randale, Rotten Sound, Sabaton, Saille, Satyricon, Skálmöld, Slaughterday, Slayer, Soilwork, Stallion, Steak Number Eight, Steel Panther, Stepfather Fred, Stick to Your Guns, Subway to Sally, Swallow the Sun, Testament, The Black Dahlia Murder, The New Roses, The Other, The Word Alive, Thundermother, Toxpack, Tragedy, Traitor, Tribulation, Undertow, Unearth, Unleashed, Vader, Versengold, Winterstorm, Wolfheart, Zodiac.

### 2017

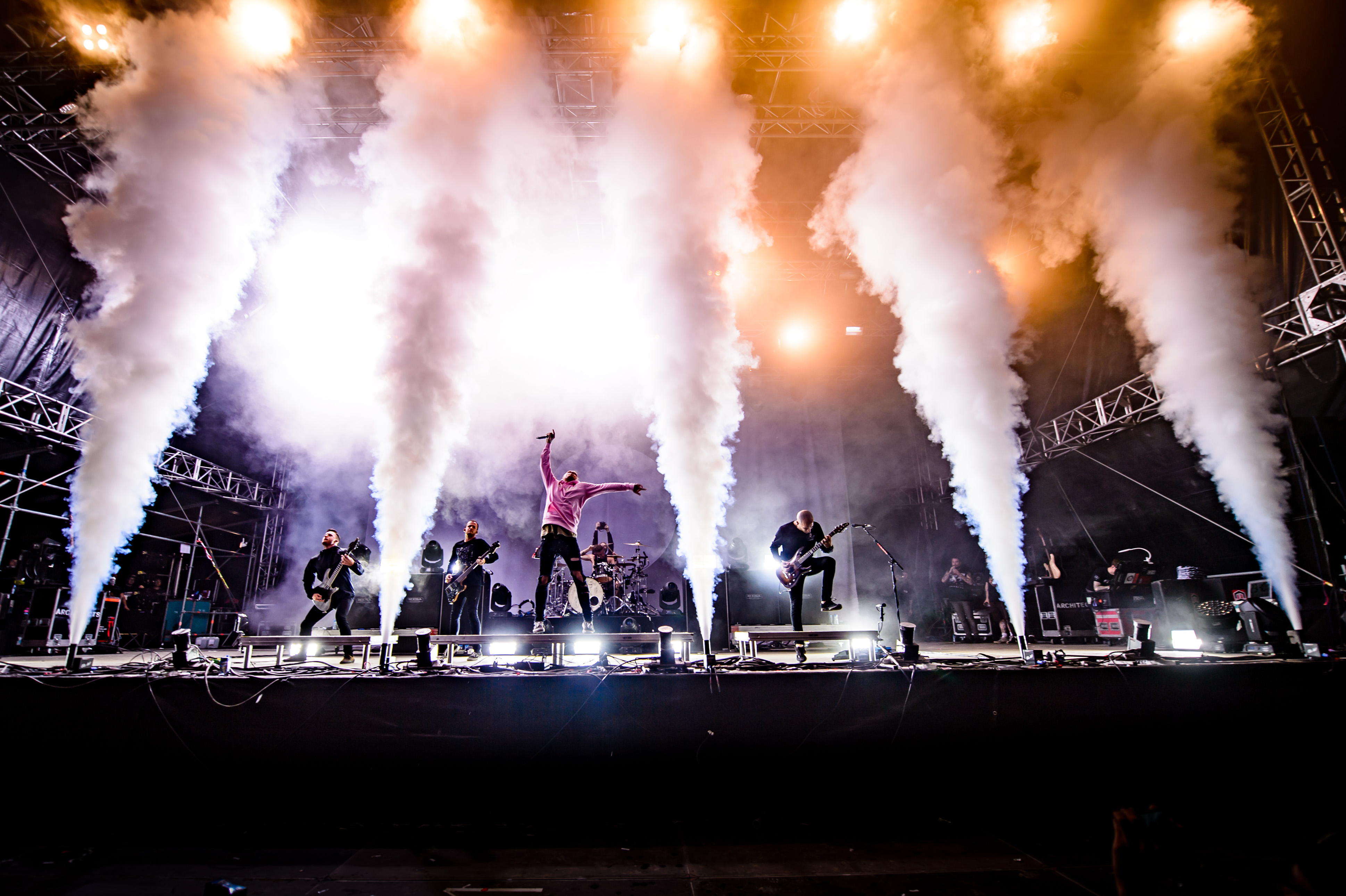
Architects pendant l'édition 2017.

Programmation du 16 au 19 août 2017 : 1349, Amon Amarth, Amorphis, Architects, Asphyx, August Burns Red, Battle Beast, Belphegor, Betontod, Cellar Darling, Chelsea Grin, Children of Bodom, Corvus Corax, Crowbar, Cryptopsy, Cypecore, Dark Tranquillity, Decapitated, Delain, Devin Townsend Project, Eisregen, Eluveitie, Emil Bulls, End of Green, Ensiferum, Epica, Erdling, Fiddler's Green, Finntroll, Gorguts, Haggard, Hatebreed, Heaven Shall Burn, In Extremo, Insomnium, Knorkator, Korn, Kreator, Life of Agony, Megadeth, Mgła, Miss May I, Mono Inc., Moonspell, Nile, Obituary, Overkill, Possessed, Sacred Reich, Sonata Arctica, Steve 'N' Seagulls, Suffocation, Terror, Tiamat, Wardruna, Whitechapel, Wintersun.

### 2018

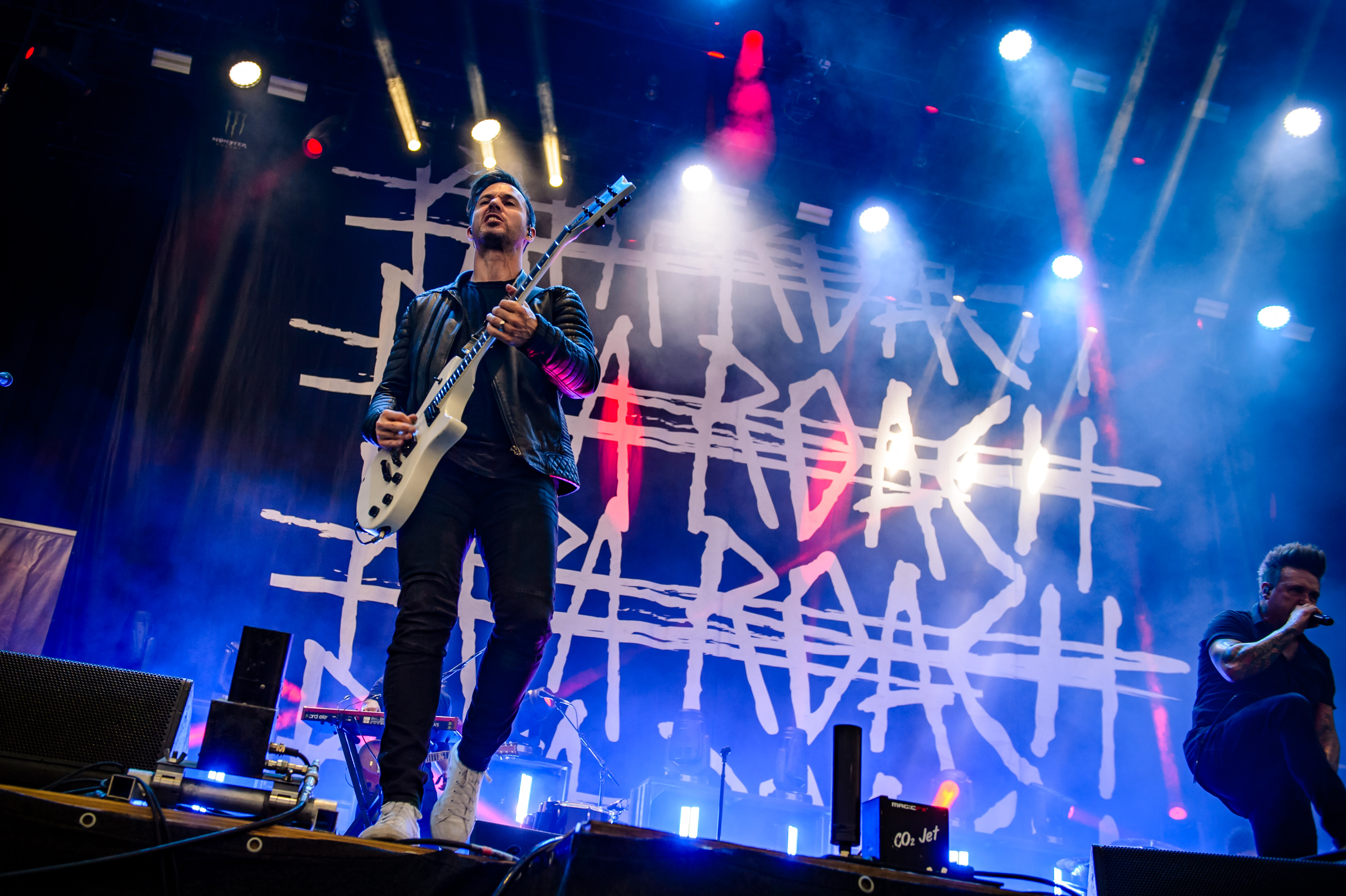
Papa Roach au Summer Breeze en 2018.

Programmation du 15 au 18 août 2018 : Alestorm, Amaranthe, Annisokay, Any Given Day, Arch Enemy, At the Gates, Backyard Babies, Bannkreis, Beartooth, Behemoth, The Black Dahlia Murder, Blasmusik, Bloodbath, Broken Teeth, Cannibal Corpse, Caliban, Die Apokalyptischen Reiter, Dirkschneider, Dying Fetus, Eisbrecher, Eskimo Callboy, Farmer Boys, Feuerschwanz, Goatwhore, Graveyard, Illenschwang, Jasta Kadavar, JBO, Kataklysm, Korpiklaani, Metal Allegiance, Misery Index, Mr. Hurley and Die Pulveraffen, The Night Flight Orchestra, Obscura, Orange Goblin, Orden Ogan, Origin, Paradise Lost, Ross the Boss, Saltatio Mortis, Schandmaul, Sepultura, Sirenia, Sick of It All, Sólstafir, Tankard, Toxic Holocaust, Wolfheart.

### 2019
- 14 août 2019[8] : All Hail the Yeti, Anomalie, Death Angel, Endseeker, Enslaved, Evil Invaders, Eyes Set to Kill, Hate Squad, Hollywood Burns, Hypocrisy, Ingested, Knasterbart, Letters From the Colony, Loathe, Midnight, Nailed to Obscurity, Soilwork, Thron, Windhand.
- 15 août 2019[8] : Anaal Nathrakh, Avantasia, Avatar, Battle Beast, Bembers, Brymir, Caspian, Clawfinger, Cradle of Filth, Decapitated, Deicide, Downfall of Gaia, Déluge, Fear of Domination, Frosttide, Get the Shot, In Flames, Iron Reagan, Kambrium, Krisiun, Kvelertak, Lik, Lionheart, Lord of the Lost, Meshuggah, Mustasch, Of Mice and Men, Slaughter Messiah, Testament, The Contortionist, The Dogs, Twilight Force, Unearth, Versengold, Xenoblight.
- 16 août 2019[8] : Aborted, After the Burial, Airbourne, Beast in Black, Crippled Black Phoenix, Cypecore, Deserted Fear, Dornenreich, DragonForce, Dust Bolt, Dyscarnate, Décembre Noir, Emperor, Hamferð, HammerFall, Harpyie, Heavysaurus, Izegrim, King Apathy, King Diamond, Kissin' Dynamite, Legion of the Damned, Napalm Death, Parkway Drive, Promethee, Queensrÿche, Rotting Christ, Skindred, TURBOBIER, Teethgrinder, The Lazys, Thy Art Is Murder, Une Misère, Unprocessed, Zeal and Ardor.
- 17 août 2019[8] : Ahab, Begging for Incest, Brainstorm, Bullet for My Valentine, Burning Witches, Bury Tomorrow, Carnal Decay, Dimmu Borgir, Eluveitie, Equilibrium, Evergreen Terrace, Final Breath, Gaahls Wyrd, Grand Magus, Gutalax, Higher Power, Hämatom, Leprous, Lordi, Mr. Irish Bastard, Nasty, Oceans of Slumber, Orphalis, Ost+Front, Pighead, Rectal Smegma, Rise of the Northstar, Skálmöld, Soen, Subway to Sally, The Ocean, Unleashed, Van Canto, Winterstorm.

### 2020–2021
Programmations annulées en raison de la pandémie de Covid-19.

### 2022
- 16 août 2022[9] : Apophis, Crack Up, End of Green, Fleshcrawl, Voodoo Kiss.
- 17 août 2022[9] : 1914, Caliban, Die Apokalyptischen Reiter, Eisbrecher, Exodus, Feuerschwanz, Fleshgod Apocalypse, Gutrectomy, HAWXX, Korpiklaani, Morbid Alcoholica, Nyrst, Our Promise, Paleface Swiss, Pallbearer, Paradise Lost, Raised Fist, Siamese, Spasm, Svalbard, TURBOBIER, Testament, The Other, The Prophecy, Urne.
- 18 août 2022[9] : Arch Enemy, Avatar, Balance Breach, Beast in Black, Bembers, Cannibal Corpse, Conjurer, DANGERFACE, Dagoba, Dark Tranquillity, Darkest Hour, Death Angel, Der Weg einer Freiheit, Eisregen, Electric Callboy, Elwood Stray, Ensiferum, Evile, Finntroll, Ghøstkid, Gutalax, Haggefugg, Humanity's Last Breath, Kvaen, Mass Hysteria, Misery Index, Mr. Hurley and Die Pulveraffen, Necrotted, Omnium Gatherum, Seasons in Black, Serenity, Warkings.
- 19 août 2022[9] : Alestorm, Amorphis, Angelus Apatrida, Any Given Day, Aviana, Benighted, Bloodywood, Comeback Kid, Cytotoxin, Debauchery, Distant, Djerv, Emil Bulls, Hangman's Chair, Hämatom, Insomnium, Jinjer, LANDMVRKS, Lord of the Lost, Lorna Shore, Mission In Black, Nanowar of Steel, Napalm Death, Orden Ogan, Parasite Inc., Resolve, Slope, Space Chaser, The Oklahoma Kid, VENUES, VOLA, Vended, Vulture, Within Temptation.
- 20 août 2022[9] : Acranius, Agrypnie, Analepsy, Avatarium, Benediction, Blind Guardian, Born from PainBrainstorm, Brothers of Metal, Bury Tomorrow, Combichrist, Crisix, Cypecore, Dark Funeral, Defocus, Fiddler’s Green, Fixation, Hammer King, Heaven Shall Burn, Hypocrisy, Ignite, Igorrr, Infected Rain, J.B.O., Knogjärn, Lik, LÜT, Navian, Nekrogoblikon, Primal Fear, Randale, SkyEye, Temptations for the Weak.

### 2023
- 15 août 2023[10] : Despise, Final Breath, Revel in Flesh, Skeleton Pit, Thormesis
- 16 août 2023[10] : Ad Infinitum, Blasmusik Illenschwang, Bleed from Within, CAPRA, Cage Fight, Coffin Feeder, Corvus Corax, Epica, Extinction A.D, .Frog Bog Dosenband, Gatecreeper, In Extremo, Industrial Puke, Kataklysm, Malevolence, Megadeth, Moor, Nanowar of Steel, Schizophrenia, Sepultura, Soilwork, Terzij de Horde, The Prophecy, Traitor, U.D.O., Vorga.
- 17 août 2023[10] : Ahab, Amenra, Archspire, Ashen, Beartooth, Be’lakor, Blackbriar, Bloodbath, Caleb Shomo, Chaosbay, Cobra the Impaler, End of Green, Frog Leap, Frozen Soul, Grave Digger, Groza, Gutalax, I Am Your God, Kanonenfieber, League of Distortion, Obituary, Of Virtue, Paddy and the Rats, Rave the Reqviem, SETYØURSAILS, Sleep Token, Stick to Your Guns, Storm Seeker, Sunfall, Terror, The New Roses, Trivium, Versengold, Wolfheart.
- 18 août 2023[10] : Abbath, Beyond the Black, Bloodred Hourglass, Drain, Dying Fetus, Eluveitie, Endseeker, Eradikated, Fit for an Autopsy, Fuming Mouth, Gaerea, Imminence, Knocked Loose, Legion of the Damned, Lionheart, Long Distance Calling, Mono Inc., Nasty, Neverland in Ashes, Noctem, Oberst, Orbit Culture, Osiah, Powerwolf, Shadow of Intent, Signs of the Swarm, Skálmöld, Soen, VAK, Vorbid, Warmen, While She Sleeps, Wolfchant.
- 19 août 2023[10] : A Secret Revealed, Abbie Falls, Brand of Sacrifice, Decapitated, Deez Nuts, DragonForce, Excrementory Grindfuckers, Get the Shot, Half Me, HammerFall, Hatebreed, I Am Morbid, Implore, In Flames, Iotunn, Killswitch Engage, Knorkator, Marduk, Milking the Goatmachine, Motorjesus, Nervosa, Our Mirage, Party Cannon, Perturbator, Rage, Randale, Tankard, The Spirit, To Kill Achilles, TrollfesT, Twilight Force, Valkeat, Vicious Rain, Zeal and Ardor.